# Adrian Quaife-Hobbs
Adrian Quaife-Hobbs (Pembury, Inglaterra, Reino Unido; 3 de febrero de 1991) es un piloto de automovilismo británico.
Ha participado en diversas categorías de automovilismo, incluyendo Fórmula BMW, Fórmula Renault, Fórmula 3 Euroseries, GP3 Series, Auto GP (campeón 2012) y GP2 Series.

## Resultados

### GP3 Series
(Clave) (negrita indica pole position) (cursiva indica vuelta rápida puntuable)

| Año  | Escudería             | 1   | 1   | 2   | 2   | 3   | 3   | 4   | 4   | 5   | 5   | 6   | 6   | 7   | 7   | 8   | 8   | Pos. | Puntos | Ref.  |
| ---- | --------------------- | --- | --- | --- | --- | --- | --- | --- | --- | --- | --- | --- | --- | --- | --- | --- | --- | ---- | ------ | ----- |
| 2010 | Manor Racing          | BAR | BAR | EST | EST | VAL | VAL | SIL | SIL | HOC | HOC | BUD | BUD | SPA | SPA | MNZ | MNZ | 15.º | 10     | [ 2 ] |
| 2010 | Manor Racing          | 21  | 26  | Ret | Ret | 12  | 5   | Ret | Ret | DNS | 18  | 12  | 7   | 3   | 5   | 17  | 22  | 15.º | 10     | [ 2 ] |
| 2011 | Marussia Manor Racing | EST | EST | BAR | BAR | VAL | VAL | SIL | SIL | NÜR | NÜR | BUD | BUD | SPA | SPA | MNZ | MNZ | 5.º  | 36     | [ 3 ] |
| 2011 | Marussia Manor Racing | 24  | 16  | 11  | 23  | 1   | 8   | 4   | 15  | 5   | Ret | 3   | 10  | 4   | Ret | Ret | 6   | 5.º  | 36     | [ 3 ] |

### GP2 Series
(Clave) (negrita indica pole position) (cursiva indica vuelta rápida puntuable)

| Año  | Escudería         | 1   | 1   | 2   | 2   | 3   | 3   | 4   | 4   | 5   | 5   | 6   | 6   | 7   | 7   | 8   | 8   | 9   | 9   | 10  | 10  | 11  | 11  | Pos. | Puntos | Ref.  |
| ---- | ----------------- | --- | --- | --- | --- | --- | --- | --- | --- | --- | --- | --- | --- | --- | --- | --- | --- | --- | --- | --- | --- | --- | --- | ---- | ------ | ----- |
| 2013 |                   | KUA | KUA | SAK | SAK | BAR | BAR | MON | MON | SIL | SIL | NÜR | NÜR | BUD | BUD | SPA | SPA | MNZ | MNZ | SIN | SIN | YMC | YMC | 13.º | 56     | [ 4 ] |
| 2013 | MP Motorsport     | Ret | 17  | 7   | 8   | 17  | 21  | 8   | 2   | 12  | 11  | Ret | 16  |     |     |     |     |     |     |     |     |     |     | 13.º | 56     | [ 4 ] |
| 2013 | Hilmer Motorsport |     |     |     |     |     |     |     |     |     |     |     |     | 18  | Ret | 10  | 3   | 7   | 1   | 22  | 8   | 11  | 21† | 13.º | 56     | [ 4 ] |
| 2014 | Rapax             | SAK | SAK | BAR | BAR | MON | MON | SPI | SPI | SIL | SIL | HOC | HOC | BUD | BUD | SPA | SPA | MNZ | MNZ | SOC | SOC | YMC | YMC | 13.º | 30     | [ 5 ] |
| 2014 | Rapax             | 10  | 6   | 9   | 9   | 9   | 8   | 24  | 18  | 13  | 15  | 14  | 8   | 2   | 12  | 11  | 21  | 14  | 8   |     |     |     |     | 13.º | 30     | [ 5 ] |